# 溫灰蝶屬
溫灰蝶屬（Chalk Blues，學名：Thermoniphas）是灰蝶科眼灰蝶亞科中的一個屬。物種分佈於非洲森林。

## 物種
- 艾溫灰蝶 （Thermoniphas alberici） (Dufrane, 1945)
- 白卡溫灰蝶 （Thermoniphas albocaerulea） Stempffer, 1956
- 華溫灰蝶 （Thermoniphas bibundana） (Grünberg, 1910)
- 卡溫灰蝶 （Thermoniphas caerulea） Stempffer, 1956
- Thermoniphas colorata (Ungemach, 1932)
- 滌溫灰蝶 （Thermoniphas distincta） (Talbot, 1935)
- Thermoniphas fontainei Stempffer, 1956
- 富溫灰蝶 （Thermoniphas fumosa） Stempffer, 1952
- Thermoniphas kamitugensis (Dufrane, 1945)
- 克溫灰蝶 （Thermoniphas kigezi） Stempffer, 1956
- 白青溫灰蝶 （Thermoniphas leucocyanea） Clench, 1961
- 彌溫灰蝶 （Thermoniphas micylus） (Cramer, 1780)
- 溫灰蝶 （Thermoniphas plurilimbata） Karsch, 1895
- 斯溫灰蝶 （Thermoniphas stempfferi） Clench, 1961
- 可溫灰蝶 （Thermoniphas togara） (Plötz, 1880)

## 外部連結
- ION
- Nomenclator Zoologicus （页面存档备份，存于）